# Sport in 2012
Dit artikel is een samenvatting van de belangrijkste feiten uit het sportjaar 2012.

## Olympische Zomerspelen 2012
De Olympische Zomerspelen van de XXXe Olympiade worden gehouden in Londen.

## Atletiek
Nederland
Nederlandse kampioenschappen atletiek
Nederlandse kampioenschappen indooratletiek
België
Belgische kampioenschappen atletiek
Belgische kampioenschappen indooratletiek
Wereldkampioenschappen indooratletiek
Europese kampioenschappen atletiek

## Autosport
Formule 1
- Grand Prix van Australië:  Jenson Button
- Grand Prix van Maleisië:  Fernando Alonso
- Grand Prix van China:  Nico Rosberg
- Grand Prix van Bahrein:  Sebastian Vettel
- Grand Prix van Spanje:  Pastor Maldonado
- Grand Prix van Monaco:  Mark Webber
- Grand Prix van Canada:  Lewis Hamilton
- Grand Prix van Europa:  Fernando Alonso
- Grand Prix van Groot-Brittannië:  Mark Webber
- Grand Prix van Duitsland:  Fernando Alonso
- Grand Prix van Hongarije:  Lewis Hamilton
- Grand Prix van België:  Jenson Button
- Grand Prix van Italië:  Lewis Hamilton
- Grand Prix van Singapore:  Sebastian Vettel
- Grand Prix van Japan:  Sebastian Vettel
- Grand Prix van Korea:  Sebastian Vettel
- Grand Prix van India:  Sebastian Vettel
- Grand Prix van Abu Dhabi:  Kimi Räikkönen
- Grand Prix van de Verenigde Staten:  Lewis Hamilton
- Grand Prix van Brazilië:  Jenson Button
- Wereldkampioen Coureurs:  Sebastian Vettel
- Wereldkampioen Constructeurs:  Red Bull Racing-Renault

Overige
- GP2:  Davide Valsecchi
- Formule 2:  Luciano Bacheta
- IndyCar Series:  Ryan Hunter-Reay
- Wereldkampioenschap Rally:  Sébastien Loeb
- Indianapolis 500 in 2012
- Intercontinental Rally Challenge in 2012

## Basketbal
Verenigde Staten
National Basketball Association (NBA) Miami Heat
Nederland
Dutch Basketball League
Nederlands kampioen: SPM Shoeters Den Bosch
Bekerwinnaar Nederland: Zorg en Zekerheid Leiden
België
Ethias League
Belgisch kampioen: Telenet Oostende
Bekerwinnaar België: Okapi Aalstar

## Handbal
- Europees kampioenschap mannen

 Denemarken
- Europees kampioenschap vrouwen

 Montenegro

## Hockey
- World Hockey Player of the Year

Mannen:  Moritz Fürste
Vrouwen:  Maartje Paumen

## Honkbal
Major League Baseball
- American League

Detroit Tigers
- National League

San Francisco Giants
- World Series

San Francisco Giants

## Judo
Nederlandse kampioenschappen
Mannen
- –  60 kg:  Mikos Salminen
- –  66 kg:  [[[Jasper de Jong (judoka)|Jasper de Jong]]
- –  73 kg:  Sam van 't Westende
- –  81 kg:  Henri Schoeman
- –  90 kg:  Michael Korrel
- –100 kg:  Brian Bingen
- +100 kg:  Pascal Scherrenberg

Vrouwen
- –48 kg:  Géneviève Bogers
- –52 kg:  Kitty Bravik
- –57 kg:  Juul Franssen
- –63 kg:  Marit de Gier
- –70 kg:  Linda Bolder
- –78 kg:  Guusje Steenhuis
- +78 kg:  Janine Penders

Europese kampioenschappen
Mannen
- –  60 kg:  Beslan Moedranov
- –  66 kg:  Alim Gadanov
- –  73 kg:  Ugo Legrand
- –  81 kg:  Sirazjoedin Magomedov
- –  90 kg:  Varlam Liparteliani
- –100 kg:  Ariel Ze'evi
- +100 kg:  Aleksandr Michailine

Vrouwen
- –48 kg:  Alina Dumitru
- –52 kg:  Andrea Chitu
- –57 kg:  Telma Monteiro
- –63 kg:  Gévrise Émane
- –70 kg:  Edith Bosch
- –78 kg:  Abigél Joó
- +78 kg:  Jelena Ivasjtsjenko

## Korfbal
- Belgisch zaalkampioen
- Nederlands zaalkampioen

## Motorsport
Wereldkampioenschap wegrace
MotoGP
Coureurs en teams:  Jorge Lorenzo
Constructeurs:  Honda
Moto2
Coureurs en teams:  Marc Márquez
Constructeurs: : Suter
Moto3
Coureurs en teams:  Sandro Cortese
Constructeurs:  KTM
Superbike
Coureur:  Max Biaggi
Constructeur:  Aprilia
Supersport
Coureur:  Kenan Sofuoğlu
Constructeur: Kawasaki
Zijspannen
Coureurs:  Tim Reeves, Ashley Hawes
Constructeur:  LCR-Suzuki
Motorcross
MX1
Coureurs:  Antonio Cairoli
Constructeur:  KTM
MX2
Coureurs:  Jeffrey Herlings
Constructeur:  KTM
MX3
Coureurs:  Matthias Walkner
Constructeur:  KTM
Motorcross der Naties
- Land + coureurs:  Duitsland (Maximilian Nagl, Ken Roczen, Marcus Schiffer)

Zijspannen
Coureurs:  Daniël Willemsen,  Kenny van Gaalen
Constructeur:  Zabel-WSP

## Rugby
- Zeslandentoernooi:  Wales

## Schaatsen

### Langebaanschaatsen
NK allround
- Mannen: Ted-Jan Bloemen
- Vrouwen: Marrit Leenstra

BK allround
- Mannen kleine vierkamp: Bart Swings
- Vrouwen minivierkamp: Nele Armée

EK allround
- Mannen:  Sven Kramer
- Vrouwen :  Martina Sáblíková

WK allround
- Mannen:  Sven Kramer
- Vrouwen:  Ireen Wüst

NK sprint
- Mannen: Stefan Groothuis
- Vrouwen: Margot Boer

WK sprint
- Mannen:  Stefan Groothuis
- Vrouwen:  Yu Jing

NK afstanden
- Mannen 500 m: Jan Smeekens
- Vrouwen 500 m: Thijsje Oenema
- Mannen 1000 m: Stefan Groothuis
- Vrouwen 1000 m: Thijsje Oenema
- Mannen 1500 m: Stefan Groothuis
- Vrouwen 1500 m: Ireen Wüst
- Mannen 5000 m: Jorrit Bergsma
- Vrouwen 3000 m: Pien Keulstra
- Mannen 10.000 m: Bob de Jong
- Vrouwen 5000 m: Pien Keulstra

WK afstanden
- Mannen 500m:  Mo Tae-bum
- Vrouwen 500m:  Lee Sang-hwa
- Mannen 1000m:  Stefan Groothuis
- Vrouwen 1000m:  Christine Nesbitt
- Mannen 1500m:  Denny Morrison
- Vrouwen 1500m:  Christine Nesbitt
- Mannen 5000m:  Sven Kramer
- Vrouwen 3000m:  Martina Sáblíková
- Mannen 10.000m:  Bob de Jong
- Vrouwen 5000m:  Martina Sáblíková
- Mannen Ploegenachtervolging:  Jan Blokhuijsen, Sven Kramer, Koen Verweij
- Vrouwen Ploegenachtervolging:  Diane Valkenburg, Linda de Vries, Ireen Wüst

Wereldbeker
- Mannen 500 m:  Mo Tae-bum
- Vrouwen 500 m:  Yu Jing
- Mannen 1000 m:  Shani Davis
- Vrouwen 1000 m:  Christine Nesbitt
- Mannen 1500 m:  Håvard Bøkko
- Vrouwen 1500 m:  Christine Nesbitt
- Mannen 5 - 10 km:  Bob de Jong
- Vrouwen 3 - 5 km:  Martina Sáblíková
- Mannen massastart:  Alexis Contin
- Vrouwen massastart:  Mariska Huisman
- Achtervolging:  Nederland
- Achtervolging:  Canada
- Mannen Grand World Cup:  Kjeld Nuis
- Vrouwen Grand World Cup:  Christine Nesbitt

### Marathonschaatsen
Marathon KNSB-Cup
- Mannen: Crispijn Ariëns
- Vrouwen: Mariska Huisman

NK Marathonschaatsen op natuurijs
- Mannen: Jorrit Bergsma
- Vrouwen: Yvonne Spigt

NK Marathonschaatsen op kunstijs
- Mannen: Arjan Stroetinga
- Vrouwen: Mariska Huisman

### Shorttrack
NK Shorttrack
- Mannen: Niels Kerstholt
- Vrouwen: Jorien ter Mors

EK shorttrack
- Mannen:  Sjinkie Knegt
- Aflossing:  Daan Breeuwsma, Niels Kerstholt, Sjinkie Knegt, Freek van der Wart
- Dames:  Arianna Fontana
- Aflossing:  Annita van Doorn, Sanne van Kerkhof, Jorien ter Mors, Yara van Kerkhof

WK Shorttrack
- Mannen:  Kwak Yoon-gy
- Aflossing:  Charles Hamelin, Guillaume Bastille, François Louis Tremblay, Olivier Jean, Liam McFarlane
- Vrouwen:  Li Jianrou
- Aflossing:  Liu Qiuhong, Kong Xue, Fan Kexin, Li Jianrou

Wereldbeker shorttrack
- Mannen 500 m:  Olivier Jean
- Mannen 1000 m:  Kwak Yoon-gy
- Mannen 1500 m:  Noh Jin-kyu
- Mannen estafette:  Canada
- Vrouwen 500 m:  Arianna Fontana
- Vrouwen 1000 m:  Yui Sakai
- Vrouwen 1500 m:  Cho Ha-ri
- Vrouwen estafette:  China

### Alternatieve Elfstedentocht
Alternatieve Elfstedentocht Weissensee
- Mannen:  Jens Zwitser
- Vrouwen:  Carla Ketellapper-Zielman

Finland Ice Marathon
- Mannen:  Youri Takken
- Vrouwen:  Anita Hyttinen

### Kunstschaatsen
NK kunstschaatsen
- Mannen: Boyito Mulder
- Vrouwen: Manouk Gijsman

EK kunstschaatsen
- Mannen:  Jevgeni Pljoesjtsjenko
- Vrouwen:  Carolina Kostner
- Paren:  Tatjana Volosozjar / Maksim Trankov
- IJsdansen:  Nathalie Pechalat / Fabian Bourzat

WK kunstschaatsen
- Mannen:  Patrick Chan
- Vrouwen:  Carolina Kostner
- Paren:  Aliona Savchenko / Robin Szolkowy
- IJsdansen:  Tessa Virtue / Scott Moir

## Snooker
- World Championship: Ronnie O'Sullivan  wint van Ali Larter  met 18-11

World Ranking-toernooien
- Roewe Shanghai Masters
- Bahrain Championship
- Welsh Open:
- China Open: Peter Ebdon  wint van Stephen Maguire  met 10-9
- World Open: Mark Allen  wint van Stephen Lee  met 10-1

Overige toernooien
- Masters: Neil Robertson  wint van Shaun Murphy  met 10–6
- UK Championship:

## Tennis
ATP-seizoen 2012
WTA-seizoen 2012
Toernooien
- Australian Open
  - Mannenenkel: Novak Đoković
  - Vrouwenenkel: Viktoria Azarenka
- Roland Garros
  - Mannenenkel: Rafael Nadal
  - Vrouwenenkel: Maria Sjarapova
- Wimbledon
  - Mannenenkel: Roger Federer
  - Vrouwenenkel: Serena Williams
- US Open
  - Mannenenkel: Andy Murray
  - Vrouwenenkel: Serena Williams

Landenwedstrijden
- Davis Cup
- Fed Cup:

## Voetbal

### Internationale toernooien
Mannen
- UEFA Champions League:  Chelsea FC
- Topschutter: Lionel Messi (14)
- UEFA Europa League:  Atlético de Madrid
- Topschutter: Radamel Falcao (12)
- Europese Supercup:
- Topschutter
- EK:  Spanje wint de finale van Italië met 4-0

Vrouwen
- AFC Vrouwenkampioenschap
- CAF-Vrouwenkampioenschap
- EK vrouwen onder 17
- UEFA Women's Champions League

### Nationale kampioenschappen
België
- Jupiler League: RSC Anderlecht
- Beker van België: Sporting Lokeren
- Supercup:
- Topschutter:

 Engeland
- Premiership: Manchester City
- League Cup: Liverpool FC
- FA Cup: Chelsea FC
- Topschutter:

 Frankrijk
- Ligue 1: Montpellier HSC
- Coupe de France: Olympique Lyon
- Coupe de la Ligue:
- Topschutter:

 Duitsland
- Bundesliga: Borussia Dortmund
- DFB-Pokal: Borussia Dortmund
- Topschutter:

 Italië
- Serie A: Juventus FC
- Coppa Italia: SSC Napoli
- Topschutter:

 Nederland
- Eredivisie: AFC Ajax
- Eerste divisie:
- KNVB beker:
- Johan Cruijff Schaal
- Topschutter:

 Spanje
- Primera División: Real Madrid
- Copa del Rey: FC Barcelona
- Topschutter:

 Japan
- J-League
- J-League Cup

 Rusland
- Premjer-Liga: Zenit St. Petersburg
- Beker van Rusland:

### Prijzen
- Belgische Gouden Schoen: Dieumerci Mbokani
- Nederlandse Gouden Schoen:
- Europees voetballer van het jaar:
- FIFA Ballon d'Or:  Lionel Messi

## Volleybal
Nederland
Eredivisie Mannen: Langhenkel Volley
Eredivisie Vrouwen: Sliedrecht Sport
België
Liga A Mannen: Noliko Maaseik
Eredivisie Vrouwen: Asterix Kieldrecht

## Wielersport

### Wegwielrennen
Ronde van Italië
- Algemeen klassement :  Ryder Hesjedal
- Bergklassement :
- Puntenklassement :
- Jongerenklassement :
- Ploegenklassement :

Ronde van Frankrijk
- Algemeen klassement :  Bradley Wiggins
- Bergklassement :  Thomas Voeckler
- Puntenklassement :
- Jongerenklassement :
- Ploegenklassement :

Ronde van Spanje
- Algemeen klassement:  Alberto Contador
- Bergklassement:
- Puntenklassement:
- Combinatieklassement:

Wielerklassiekers
- Milaan-San Remo :  Simon Gerrans
- Ronde van Vlaanderen :  Tom Boonen
- Parijs-Roubaix :  Tom Boonen
- Amstel Gold Race :  Enrico Gasparotto
- Luik-Bastenaken-Luik :  Maksim Iglinski
- Ronde van Lombardije :  Joaquim Rodríguez

Wereldkampioenschap wegwielrennen
- Tijdrit voor heren:  Tony Martin
- Wegwedstrijd voor heren:  Philippe Gilbert
- Ploegentijdrit voor heren: Omega Pharma-Quick-Step
- Wegwedstrijd voor dames:  Marianne Vos
- Tijdrit voor dames:  Judith Arndt
- Ploegentijdrit voor dames: Team Specialized-lululemon (met Ellen van Dijk)
- Tijdrit voor beloften
- Wegwedstrijd voor beloften

### Baanwielrennen
Wereldkampioenschap baanwielrennen
- Sprint voor mannen:  Grégory Baugé
- Sprint voor vrouwen:  Victoria Pendleton
- Teamsprint voor mannen:  Australië (Matthew Glaetzer, Shane Perkins, Scott Sunderland)
- Teamsprint voor vrouwen:  Duitsland (Kristina Vogel, Miriam Welte)
- Individuele achtervolging voor mannen:  Michael Hepburn
- Individuele achtervolging voor vrouwen:  Alison Shanks
- Ploegenachtervolging voor mannen:  Verenigd Koninkrijk (Ed Clancy, Steven Burke, Peter Kennaugh, Geraint Thomas, Andy Tennant)
- Ploegenachtervolging: voor vrouwen  Verenigd Koninkrijk (Danielle King, Joanna Rowsell, Laura Trott)
- 1 Kilometer tijdrit:  Stefan Nimke
- 500 meter tijdrit:  Anna Meares
- Keirin voor mannen:  Chris Hoy
- Keirin voor vrouwen:  Anna Meares
- Puntenkoers voor mannen:  Cameron Meyer
- Scratch voor mannen:  Ben Swift
- Puntenkoers voor vrouwen:  Anastasia Tsjoelkova
- Scratch voor vrouwen:  Katarzyna Pawłowska
- Omnium voor mannen:  Glenn O'Shea
- Omnium voor vrouwen:  Laura Trott
- Koppelkoers:  Kenny De Ketele, Gijs Van Hoecke

### Veldrijden
- Superprestige veldrijden 2011-2012:  Sven Nys
- GvA Trofee Veldrijden 2011-2012:  Kevin Pauwels
- Mannen:  Niels Albert
- Vrouwen:  Marianne Vos
- Wereldbeker veldrijden 2011-2012:  Kevin Pauwels

## Zwemmen
Wereldkampioenschappen zwemmen 2012
Europese kampioenschappen kortebaanzwemmen 2012

## Sporter van het jaar
België
- Sportman: Tom Boonen
- Sportvrouw: Evi Van Acker
- Sportploeg: Belgische Mannen Hockeyploeg
- Paralympiër: Marieke Vervoort
- Coach: Jacques Borlée
- Sportbelofte: Kimmer Coppejans

 Nederland
- Sportman: Epke Zonderland
- Sportvrouw: Ranomi Kromowidjojo
- Sportploeg: Nederlandse Vrouwen Hockeyploeg
- Gehandicapte sporter: Marlou van Rhijn
- Coach: Daniël Knibbeler
- Young Talent Award: Laura Smulders
- Fanny Blankers-Koen Carrièreprijs: Anky van Grunsven

 Europa
- Sportman:  Novak Đoković
- Sportvrouw:  Jessica Ennis

Mondiaal
- Sportman:  Novak Đoković
- Sportvrouw:  Vivian Cheruiyot
- Sportploeg:  FC Barcelona
- Gehandicapte sporter:  Oscar Pistorius
- Doorbraak:  Rory McIlroy
- Actiesporter:  Kelly Slater
- Comeback:  Darren Clarke
- Lifetime Achievement Award:  Bobby Charlton

1965 · 1966 · 1967 · 1968 · 1969 · 1970 · 1971 · 1972 ·1973 · 1974 · 1975 · 1976 · 1977 · 1978 · 1979 · 1980 · 1981 · 1982 · 1983 · 1984 · 1985 · 1986 · 1987 · 1988 · 1989 · 1990 · 1991 · 1992 · 1993 · 1994 · 1995 · 1996 · 1997 · 1998 · 1999 · 2000 · 2001 · 2002 · 2003 · 2004 · 2005 · 2006 · 2007 · 2008 · 2009 · 2010 · 2011 · 2012 · 2013 · 2014 · 2015 · 2016 · 2017 · 2018 · 2019 · 2020 · 2021 · 2022 · 2023 · 2024 · 2025